# Floodwood (Minnesota)
Floodwood ist eine Stadt im St. Louis County des US-Bundesstaates Minnesota. Das U.S. Census Bureau hat bei der Volkszählung 2020 eine Einwohnerzahl von 517 ermittelt.

## Geografie
Nach den Angaben des United States Census Bureaus hat die Stadt eine Gesamtfläche von 1,2 km². Floodwood liegt am Kreuzungspunkt von U.S. Highway 2 und Minnesota State Highway 73.

## Demographische Daten
Zum Zeitpunkt des United States Census 2000 wurde Floodwood von 503 Personen bewohnt. Die Bevölkerungsdichte betrug 441,4 Personen pro km². Es gab 290 Wohneinheiten, durchschnittlich 254,5 pro km². Die Bevölkerung von Floodwood bestand zu 97,22 % aus Weißen, 0,99 % Native American, 0,20 % Asian und 1,59 % nannten zwei oder mehr Rassen. 0,80 % der Bevölkerung erklärten, Hispanos oder Latinos jeglicher Rasse zu sein. Von der Bevölkerung erklärten 48,5 %, finnische Vorfahren zu haben; die weiteren meistgenannten sind 18,5 % deutscher, 6,5 % schwedischer und 5,9 % polnischer Herkunft.
Die Bewohner von Floodwood verteilten sich auf 254 Haushalte, von denen in 22,0 % Kinder unter 18 Jahren lebten. 28,7 % der Haushalte stellen Verheiratete, 9,8 % hatten einen weiblichen Haushaltsvorstand ohne Ehemann und 55,9 % bildeten keine Familien. 49,2 % der Haushalte bestanden aus Einzelpersonen und in 26,0 % aller Haushalte lebte jemand im Alter von 65 Jahren oder mehr alleine. Die durchschnittliche Haushaltsgröße betrug 1,98 und die durchschnittliche Familiengröße 2,88 Personen.
Die Stadtbevölkerung verteilte sich auf 23,7 % Minderjährige, 8,9 % 18–24-Jährige, 26,0 % 25–44-Jährige, 16,9 % 45–64-Jährige und 24,5 % im Alter von 65 Jahren oder mehr. Das Durchschnittsalter betrug 39 Jahre. Auf jeweils 100 Frauen entfielen 91,3 Männer. Bei den über 18-Jährigen entfielen auf 100 Frauen 89,2 Männer.
Das mittlere Haushaltseinkommen in Floodwood betrug 18.977 US-Dollar und das mittlere Familieneinkommen erreichte die Höhe von 30.833 US-Dollar. Das Durchschnittseinkommen der Männer betrug 30.179 US-Dollar, gegenüber 19.375 US-Dollar bei den Frauen. Das Pro-Kopf-Einkommen in Floodwood war 14.649 US-Dollar. 19,4 % der Bevölkerung und 12,0 % der Familien hatten ein Einkommen unterhalb der Armutsgrenze, davon waren 17,9 % der Minderjährigen und 25,4 % der Altersgruppe 65 Jahre und mehr betroffen.

## Söhne und Töchter der Stadt
- John Raymond Ylitalo (1916–1987), US-Diplomat
- Joseph Polo (* 1982), Curling-Meister (in Floodwood für einen Teil seiner frühen Kindheit wohnte)